# Anita Wall
Anita Wall, née le 11 juillet 1940 à Stockholm, est une actrice suédoise.

## Filmographie sélective

### Au cinéma
- 1959 : Les Blousons dorés (Raggare!) d'Olle Hellbom : Annemarie
- 1974 : Scènes de la vie conjugale (Scener ur ett äktenskap) d'Ingmar Bergman : Madame Palm
- 1988 : Friends de Kjell-Åke Andersson  : Jennifer

### À la télévision
- 2011 : Anno 1790 (sv)

## Prix
Anita Wall a remporté le prix Eugene O'Neill (en) en 2008.